# Liphard-Daniel Blandin
Liphard-Daniel Blandin est un homme politique français né le 16 avril 1742 à Orléans (Loiret) et décédé le 14 septembre 1816 au même lieu.
Curé de la paroisse Saint-Pierre Le Puellier à Orléans, il est député du clergé aux États généraux de 1789. Il refuse de prêter le serment civique et termine sa carrière comme chanoine de la cathédrale d'Orléans.

## Sources
- « Liphard-Daniel Blandin », dans Adolphe Robert et Gaston Cougny, Dictionnaire des parlementaires français, Edgar Bourloton, 1889-1891 [détail de l’édition]